# Colin Archer
Colin Archer (Larvik, 22 de julio de 1832-Larvik, 8 de febrero de 1921) fue un arquitecto naval y constructor de barcos noruego de ascendencia escocesa establecido en Larvik. Su familia había emigrado a Noruega desde Escocia en 1825. Sus diseños y construcciones de barcos fueron reconocidos por su seguridad y fortaleza. Entre sus trabajos se encuentra el Fram que Fridtjof Nansen y Roald Amundsen utilizaron en sus expediciones polares.

## Honores
Dos barcos de salvamento y rescate fueron bautizados con el nombre de Colin Archer. Uno de ellos, un prototipo de barco de salvamento todavía en activo y mantenido por el Museo Náutico de Oslo. La península de Colin Archer en la isla Devon, en Nunavut, lleva su nombre.
La regata Colin Archer Memorial Race también está dedicada en su honor. Se celebra cada dos años y sale de Lauwersoog, en los Países Bajos y acaba cerca de Larvik, en Noruega. La distancia de navegación es de unas 365 millas náuticas (676 km) que, según las condiciones meteorológicas y los tipos de barcos, tardan en recorrerse entre tres y cinco días.